# Gmina Dubrovačko primorje
Gmina Dubrovačko primorje (chorw. Općina Dubrovačko primorje) – gmina w Chorwacji, w żupanii dubrownicko-neretwiańskiej. W 2011 roku liczyła 2170 mieszkańców.

## Miejscowości
Gmina składa się z następujących miejscowości:
- Banići
- Čepikuće
- Doli
- Imotica
- Kručica
- Lisac
- Majkovi
- Mravnica
- Ošlje
- Podgora
- Podimoć
- Slano
- Smokovljani
- Štedrica
- Stupa
- Točionik
- Topolo
- Trnova
- Trnovica
- Visočani